# Ким Ин
Ким Ин (кор. 김인?, 金寅?; 23 ноября 1943, Канджин, Чолла-Намдо — 4 апреля 2021) — корейский го-профессионал 9 дана.

## Биография
Ким Ин стал профессиональным игроком в го в 1958 году в возрасте 15 лет. Он учился игре у легендарного Минору Китани в Японии. Основные спортивные достижения Кима Ина относятся к 60—70-м годам XX века. Он считался сильнейшим игроком Кореи до появления Чо Хунхёна. Он получил разряд 9 профессионального дана в 1983 году, став третьим по счёту корейцем, достигшим этого уровня. В последнее время Ким Ин занимал должность управляющего директора Корейской ассоциации бадук.

## Титулы
Ким Ин занимает пятое место по количеству выигранных им титулов го в Корее.
| Титул                | Год                   |
| -------------------- | --------------------- |
| Существующие         | 13                    |
| Ванви                | 1966—1972             |
| Куксу                | 1965—1970             |
| Ранее существовавшие | 12                    |
| Чхэкови              | 1967, 1971, 1972      |
| Киван                | 1977                  |
| Мёнин                | 1969                  |
| Пэван                | 1964, 1967—1971, 1976 |

Участвовал в финале розыгрыша
| Титул                | Год                                |
| -------------------- | ---------------------------------- |
| Существующие         | 5                                  |
| Ванви                | 1973, 1975, 1977                   |
| Куксу                | 1961, 1971                         |
| Ранее существовавшие | 11                                 |
| Чхэкови              | 1961, 1964, 1966, 1968, 1973, 1974 |
| Киван                | 1978                               |
| Мёнин                | 1968, 1970                         |
| Пэван                | 1977, 1978                         |